# Marburger 15-Stimmen-Quorum
Das Marburger 15-Stimmen-Quorum war 1982 der Auslöser einer politischen Kontroverse in Hessen. Das Quorum hatte seit 1977 dafür gesorgt, dass die Entscheidungen der Großen Koalition in der Stadtverordnetenversammlung von Marburg ohne parlamentarische Erörterung blieben. Protestaktionen und Klageerhebungen bewirkten 1983 eine Novellierung.

## Verlauf

### Vorgeschichte
Im Mai 1977 hatten die in der Stadtverordnetenversammlung eine Regierungskoalition bildenden Parteien CDU und SPD zum Zwecke des Ausschlusses der DKP-Fraktion vom parlamentarischen Meinungsbildungsprozess eine Hürde für Aussprache-Anträge in der Geschäftsordnung festgeschrieben. Um eine Plenardebatte abhalten zu können, bedurfte es fortan mindestens 15 Unterstützerstimmen, mehr als alle Oppositionssitze zusammengenommen. Diese erst später eingestandene Intention wurde in offiziellen Statements verschleiert, zum Beispiel vom Vorsitzenden des Haupt- und Finanzausschusses, Hans-Joachim Wölk (SPD), der nur verhindert sehen wollte, „daß das Parlament mit endlosen Debatten überzogen und damit von der Wahrnehmung seiner Aufgaben abgehalten wird“.
Die DKP, in der Universitätsstadt traditionell drittstärkste Fraktion, ergab sich in ihr Schicksal, weil die Erfahrung sie gelehrt hatte, nicht gegen das Establishment anzukommen.
Die zum Establishment gehörende FDP konnte immerhin auf dessen Verbundenheit, das heißt auf das Wohlwollen der von Hanno Drechsler (SPD) seit September 1970 angeführten Kommunalregierung bauen.

### Ampelkoalition
- DKP: 5
- Grüne: 4
- SPD: 22
- FDP: 3
- CDU: 25

Als Resultat der Kommunalwahlen am 22. März 1981 zogen vier Grüne in die Stadtverordnetenversammlung ein. Die CDU errang 25 Sitze, die SPD kam auf 22, die DKP auf fünf und die FDP auf drei Sitze. SPD, FDP und Grüne rauften sich im September nach zähen Verhandlungen zu einer Ampelkoalition zusammen. Sie zerbrach bereits im Dezember wieder, nachdem die Grünen im Marburger Schloss eine Ausstellungseröffnung durch den SPD-Ministerpräsidenten und Startbahn-West-Befürworter Holger Börner massiv gestört hatten.

### Hintergrund
War die Abschaffung des 15-Stimmen-Quorums in der angedachten Konstellation zwar vorgesehen, jedoch nicht dringlich gewesen (das Quorum hätte selbst die CDU in der Opposition nicht tangiert), so entpuppte sich nun ihre Unbekümmertheit für die Grünen als verhängnisvoll, denn für den Rest der Legislaturperiode rutschten sie „unter die Schweigegrenze der 15 stummen Stimmen“.
Mehrere Versuche innerhalb der nächsten acht Monate, die Unerbittlichkeit aus dem Quorums-Paragrafen 7 Absatz 4 der Parlamentsgeschäftsordnung zu tilgen und stattdessen eine in vielen Parlamenten Anwendung findende „Fraktionsregelung“, die jeder Fraktion das Recht auf Aussprache einräumt, einzusetzen, scheiterten an der Ablehnung allein schon jedweder Diskussion durch die wieder aufgenommene Große Koalition.
Diese bot hinsichtlich des zunehmenden öffentlichen Interesses im Februar 1982 eine Lockerung an, die in einer zugestandenen fünfminütigen Antragsbegründung bestand, während die Durchsetzung einer Aussprache weiterhin dem Quorum unterworfen bleiben sollte. Als die von der SPD schwer enttäuschten Oppositionsparteien ihre Proteste ausweiteten, ließ die Koalition ihren eigenen Antrag „in einem Stimmungsgemisch aus Verunsicherung und Rachedünkel“, wie die Frankfurter Rundschau resümierte, durchfallen.

### Gegenaktionen
Mit einer einstweiligen Verfügung nebst einem Normenkontrollantrag wurden die Grünen im September 1982 beim Hessischen Verwaltungsgerichtshof in Kassel vorstellig, wodurch die FDP ebenfalls zur Klageeinreichung ermutigt wurde. Die Liberalen hatten zuvor bereits den Gießener Regierungspräsidenten als Aufsichtsbehörde zum Einlenken bewegen wollen, der hatte allerdings nur auf die Eigenverantwortlichkeit der Kommunen verwiesen. Fraktionssprecherin Gisela Babel kommentierte das Beschreiten des Rechtsweges: „Wir haben es jetzt satt“. Die Frankfurter Rundschau vermutete: „Das Marburger 15-Stimmen-Quorum, ein parlamentarisches Unikum ohnehin, wird allem Anschein nach nun auch Rechtsgeschichte machen.“
Im Saal wurden Hundemaulkörbe über die Mikrofone gestülpt und Transparente entrollt, mit Aufschriften wie „Hier hat die Opposition nichts mehr zu sagen“. Grünen-Fraktionssprecher Roland Stürmer erklärte den Auszug seiner Fraktion in die Cafeteria damit, dass man den Geschäftsabläufen nicht durch Anwesenheit „einen Anschein von Legitimität verleihen“ wolle.

### Novellierung
Im Dezember 1982 mahnte das Gericht eine rasche Neuregelung an, demgemäß im Februar 1983 das fragwürdige Quorum durch das „23-Uhr-Limit“ abgelöst wurde. Erörterungen strittiger Sachverhalte im Plenum konnten nunmehr im Fachausschuss von jedem Mandatsträger angestoßen werden; sie sollten jedoch künftig um 23.00 Uhr beendet werden, außer die Mehrheit befände eine Aussetzung des Debattenstopps für erforderlich.
Noch im Frühjahr 1983 insistierten die Grünen beim Regierungspräsidenten Knut Müller (SPD), zu prüfen, ob die bis dahin „undemokratisch“ gefassten Beschlüsse rechtskräftig seien und das „23-Uhr-Limit“ nicht doch eine Fortsetzung der Benachteiligungen darstelle. Erst nach dessen dezidierter Stellungnahme, die zwar keine spezielle Beschluss-Beanstandung beinhaltete, dafür aber prinzipielle Magistrats-Kritik, und in der er zudem die Befürchtungen der Grünen bezüglich der Abweichungs-Klausel teilte, welche er dem Marburger Magistrat und dem Stadtverordnetenvorsteher zu unterbreiten beabsichtigte, kehrte Ruhe ein.